# 多鱗棘鱗魚
多鱗棘鱗魚（學名：Sargocentron lepros）為輻鰭魚綱金眼鯛目金鱗魚亞目金鱗魚科的其中一種，分布於印度西太平洋區，包括可可群島、庫克群島、澳洲、斐濟、皮特凱恩群島、新喀里多尼亞、薩摩亞群島等海域，棲息深度10-45公尺，體長可達8.2公分，棲息在礁石區。

## 擴展閱讀
維基物種上的相關：多鱗棘鱗魚